# Epicauta palpalis
Epicauta palpalis es una especie de coleóptero de la familia Meloidae.

## Distribución geográfica
Habita en Paraguay.